# Ѣ́
Iatʹ con acento agudo (mayúscula Ѣ́, minúscula ѣ́ ) es una letra del alfabeto cirílico, que consiste en la Ѣ (iatʹ) y el acento agudo, que se usaba en ruso hasta 1918.

## Lingüística
La ѣ́ se utiliza en ciertas obras lingüísticas, para notar la ѣ silábica que lleva el acento tónico, como por ejemplo en el diccionario ruso-chuvasio de Nikolaï Nikolyskii publicado en 1909.

## Representaciones informáticas
El acento agudo iatʹ se puede representar con los siguientes caracteres en Unicode:
| formas    | Representaciones | Codificaicones del carácter | puntos de código | Descripciones                                         |
| --------- | ---------------- | --------------------------- | ---------------- | ----------------------------------------------------- |
| Mayúscula | Ѣ́                | Ѣ U+0462◌́ U+0301            | U+0301 U+0462    | letra cirílica iatʹ mayúscula acento agudo combinante |
| Minúscula | ѣ́                | ѣѣ U+0463◌́ U+0301           | U+0463 U+0301    | letra cirílica iatʹ minúscula acento agudo combinante |